# كتيب تكساس
كتيب تكساس هو موسوعةٌ شاملةٌ من الجغرافيا، والتاريخ، والشخصيات التاريخية لِتكساس والذي نُشِرَ من قبل جمعية ولاية تكساس التاريخية [الإنجليزية] (TSHA).

## التاريخ
كان الكتيب الأصلي من أفكار رئيس (TSHA) والتر بريسكوت ويب من قسم التاريخ في جامعة تكساس. وقد نُشر كمجموعةٍ مكونةٍ من مجلدين في عام 1952، ونُشر مع مجلدٍ إضافي في عام 1976.
نُشرت نسخةٌ جديدةٌ من الكتيب في عام 1996 تحت عنوان كتيب تكساس الجديد (New Handbook of Texas)، حيث زاد حجم الموسوعة إلى ستة مجلدات وأكثر من 23,000 مقال.
أُطلق كتيب (the Handbook of Texas Online) في عام 1999، متضمنًا النص كامل للنسخة المطبوعة، بالإضافة إلى جميع التصحيحات التي يجب إضافتها في الطباعة الثانية للكتيب، وما يقارب 400 مقال لم يتم إضافتها إلى النسخة المطبوعة نظرًا لعدم وجود مساحة كافية. وقد استمر تحديث الكتيب بشكلٍ إلكتروني، ويحتوي على أكثر من 25,000 مقال. تتضمن النسخة الإلكترونية مقالاتٍ في مواضيع عامة، مثل «تكساس منذ الحرب العالمية الثانية»، سير ذاتية لشخصيات بارزة من تكساس أمثال سام هيوستن ودبليو دي تويشيل [الإنجليزية]، وعن المَزارع أمثال ماتادور [الإنجليزية]، ومعالم جغرافية مثل «واكو، تكساس».